# Nguyễn Văn Tường
Nguyễn Văn Tường (* 1824; † 1886) war ein einflussreicher Mandarin zur Zeit der Nguyễn-Dynastie. Er stieg unter Kaiser Tự Đức in hohe Beamtenposten und unter dessen Nachfolgern zum Regenten auf. Nachdem er an der Ermordung des Kaisers Dục Đức beteiligt war, nahm er zunächst an der von Kaiser Hàm Nghi losgetretenen Revolte der Cần-Vương-Bewegung gegen den Einfluss der französischen Kolonialmacht teil, kehrte dieser Bewegung jedoch den Rücken und kehrte an den Hof der Kaiserstadt Huế zurück. Er wurde schließlich von der Kolonialregierung nach Tahiti verbannt.

## Herkunft und Werdegang
Bereits Nguyen Van Tuongs Vater war wegen Rebellion bestraft worden. Er versuchte dies einmalig bei der Anmeldung zu den kaiserlichen Prüfungen zu verschleiern und wurde dafür bestraft. Trotz seines Hintergrundes wurde er an Tu Ducs Hof ein erfolgreicher Beamter. Er machte sich vor allem bei der Steuerung des Handels zwischen Quảng Trị und Savannakhet verdient und erreichte damit die Aufmerksamkeit des Kaisers Tu Duc der künftig als sein Gönner auftrat.

## Beamtenlaufbahn am Hof
1864 wurde er aufgrund von Unruhen im Rahmen der Kaiserlichen Prüfungen zum Polizeichef von Hue ernannt. 1867 erhielt er den Auftrag die Beziehungen mit den Franzosen in diplomatischen Verhandlungen in Saigon zu regeln. 1867 wurde er in die Gebirgsregion im Norden Tonkins zur Bekämpfung von Rebellen und Banditen in Zusammenarbeit mit Kräften des Qing-Kaiserreichs entsandt. 1874 verhandelte er mit den Franzosen den Zweiten Vertrag von Saigon, welcher den Vertrag von 1862 ergänzte. Nach dem Tod von Tu Duc gehörte er bei der schwierigen Nachfolgefrage zu den zentralen politischen Spielern. Er konspirierte zusammen mit den anderen Verschwörern, den 31-jährigen Kaiser Duc Duc nach dreitägiger Herrschaft zu ermorden. Stattdessen setzten die Regenten den jugendlichen Kaiser Kiến Phúc auf den Thron. Während dessen Herrschaftszeit arbeitete Nguyen Van Tuong mit dem Mandarin Tôn Thất Thuyết am Aufbau einer Privatarmee zur Kontrolle des Reiches und Einsatz gegen die französischen Kolonialisten. Ton Than Thuyet wurde der prinzipielle Architekt der Can-Vuong-Bewegung nach dem Tod des Kaisers Kien Phuc, der laut zeitgenössischen Quellen entweder Gift oder Krankheit zugerechnet wird. Nguyen Van Tuong unterstützte die Inthronisation und den Widerstandedikt des jugendlichen Kaisers Ham Nghi. Im Zuge der Thronkrise, bei der die Kolonialmacht Ham Nghi absetzte und den Kaiserpalast in Hue plünderte, kehrte Nguyen Van Tuong als Regent nach Hue zurück, was als Zeichen der Kollaboration gewertet werden konnte. Er wurde jedoch von den Franzosen verhaftet und nach Tahiti ins Exil geschickt, wo er kurz nach der Ankunft verstarb. Von französischer Seite wurde Nguyen Van Tuong mit Übergriffen gegen Christen im Zuge antifranzösischer Proteste in Verbindung gebracht.
Zeitgenössische chinesische Quellen aus der Zeit seines Militäreinsatzes werfen Nguyen Van Tuong Korruption im Umgang mit Banditen vor.